# El sueño de Arizona
El sueño de Arizona (en inglés Arizona Dream) es una película del director Emir Kusturica, estrenada en 1993, que narra la historia de un joven (Johnny Depp) afincado en Nueva York que se ve obligado a regresar a sus orígenes en Arizona, donde comienza una nueva etapa de su vida en la que su principal prioridad será hacer realidad sus sueños y los de quienes le rodean. Como en otras de sus películas, Kusturica refleja la fantasía y los sueños de sus personajes entrelazados con la cruda realidad, en la que todo acaba en tragedia.